# Sân bay quốc tế Isfahan
Sân bay quốc tế Isfahan (IATA: IFN, ICAO: OIFM) là một sân bay quốc tế ở thành phố Isfahan ở tỉnh Isfahan của Iran.

## Các hãng hàng không và các tuyến điểm
Hiện có các hãng hàng không sau đang hoạt động tại sân bay Isfahan:
- Iran Air (Ahwaz, Bandar Abbas, Dubai, Kerman, Shiraz, Tehran-Mehrabad)
- Iran Air Tours (Ahwaz, Mashad)
- Iran Aseman Airlines (Tehran-Mehrabad)
- Kish Air (Dubai, Mahshahr, Kish Island)
- Saudi Arabian Airlines (Jeddah)seasonal